# Contea di Yushe
La contea di Yushe (榆社县S, Yúshè XiànP) è una contea della Cina, situata nella provincia dello Shanxi e amministrata dalla prefettura di Jinzhong.